# Museo de Picardía

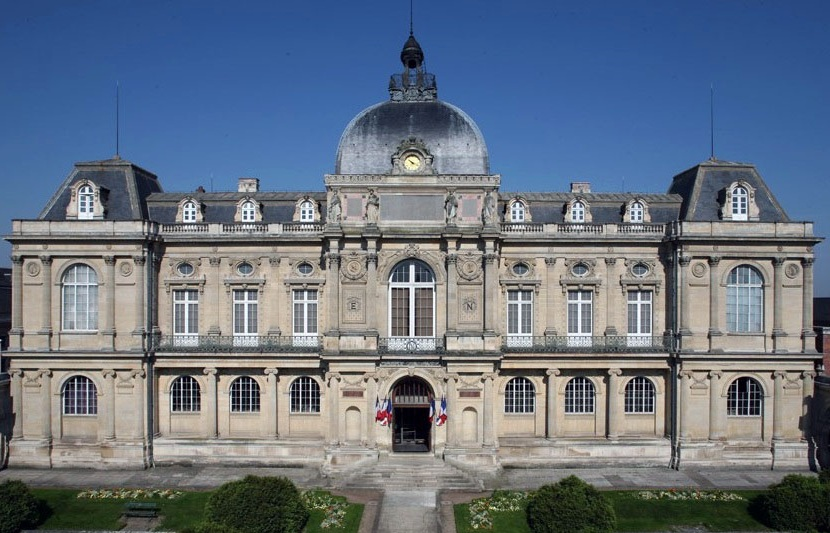
Exterior del museo

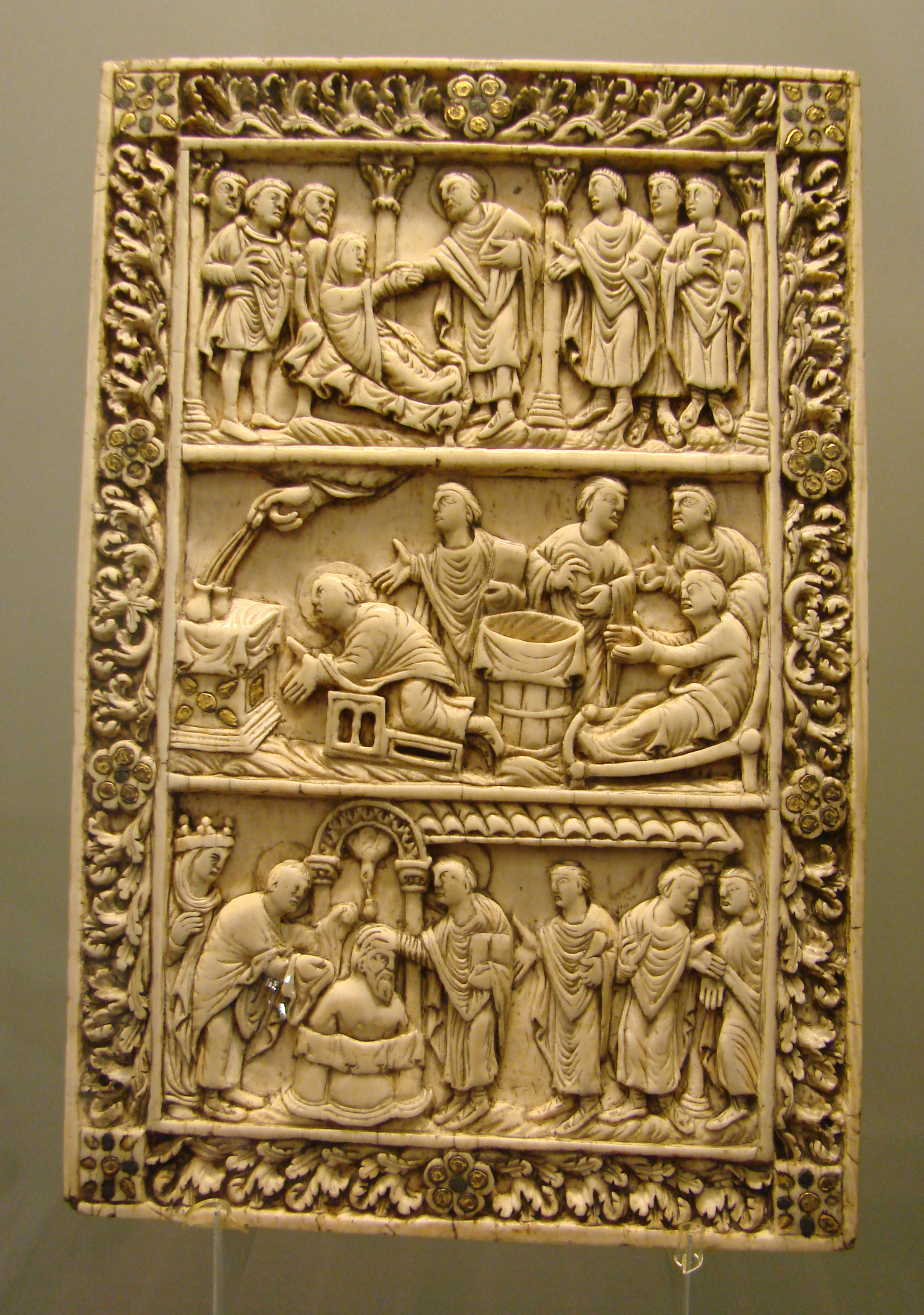
Placa de relieve en marfil, Reims, último cuarto del. Escenas de la vida de San Remigio de Reims; en el registro inferior, el bautismo de Clodoveo I, en el Museo de Picardía de Amiens.

El Museo de Picardía (Musée de Picardie) es un museo situado en Amiens (región de Picardía, Francia).
El museo fue creado en el siglo XIX en un edificio  en estilo Segundo Imperio especialmente construido para él (1855–1867). Sus colecciones se encuentran repartidas entre los departamentos de arqueología, de la Edad Media y de Bellas Artes (El Greco, José de Ribera, Frans Hals, Gustave Courbet, Pablo Picasso, Joan Miro...)
La colección de arte egipcio tiene más de 400 piezas, de las que solo se exponen 257. Provienen principalmente de la colección de Albert Maignan y de depósitos del estado.